# 산청한의학박물관

산청한의학박물관은 경남 산청군 금서면 전통한방휴양관광지내에 위치한 한의학 전문 박물관이다. TV드라마 허준의 류의태 선생과 허준 선생과 조선후기 중국에까지 명성을 떨쳤던 초삼, 초객 형제 등 명의들로 이름난 전통한방의 본 고장에 세워진 군립시설이다.

## 연혁
2005년 7월 착공
2007년 3월 준공
2007년 5월 4일 개관
2013년 동의보감촌 산청세계전통의약엑스포 개최

## 시설 현황

### 1층
동의보감 역사의 발자취

### 2층
- 가정한방클리닉
- 한방약초림

## 같이 보기
산청한의학박물관 향약집성방 권40〜42
산청한의학박물관 향약집성방 권49〜51
허준박물관
1. ↑  허준#오해 실제아닌 TV드라마 설정
2. ↑  산청군. “산청한의학박물관 관리 및 운영 조례”. 산청군. 2020년 7월 12일에 확인함.